# Кой, Петер
Петер Кой (Peter Kooij, в англоязычных источниках используется также орфография Kooy) (р. 1954, Суст) — нидерландский певец (баритон), специализировался на музыке западноевропейского барокко.

## Очерк биографии и творчества
В детстве пел в хоре, брал уроки игры на скрипке. Учился в амстердамской Консерватории Свелинка по классу оперного вокала Макса ван Эгмонда, окончил её в 1980 году. C 1981 года пел в коллективах Филиппа Херревеге «La Chapelle Royale», «Ensemble Vocal Européen» и «Collegium Vocale Gent», как солист последнего гастролировал в 2016 г. в России. Также сотрудничал с Тоном Копманом, Франсом Брюггеном, Густавом Леонхардтом, Рене Якобсом и другими представителями аутентичного исполнительства. 
В репертуаре Коя преимущественно музыка И. С. Баха (баритоновые и басовые партии), а также М.-А. Шарпантье, Ж.-Б. Люлли, Г. Шютца и других композиторов эпохи барокко. С середины 1990-х до начала 2010-х гг. принимал участие в большом проекте аудиозаписи всех кантат Баха под руководством Масааки Судзуки. В 2002 году совместно с Моникой Фриммер, Кристой Бонхоф и Дантесом Дивяком основал вокальный квартет «Tanto Canto», который выступал и записывался только a cappella. Изредка пел также музыку XIX-XX веков, в том числе в 1994 г. исполнил сочинения Г. Форе, И. Ф. Стравинского и К. Вайля в Карнеги-холле.
C 1991 года активно занимается преподавательской деятельностью. В 1991–2000 гг. профессор вокала в Консерватории Свелинка, в 1995–1998 гг. преподавал в Высшей школе музыки и театра в Ганновере, с 2006 года профессор вокала в Королевской консерватории Гааги, с 2013 года — в той же должности в Высшей школе искусств Бремена. Давал мастер-классы старинного вокала по всей Европе, а также в Японии.